# Robert Bosch
 (octobre 2014).
Si vous disposez d'ouvrages ou d'articles de référence ou si vous connaissez des sites web de qualité traitant du thème abordé ici, merci de compléter l'article en donnant les références utiles à sa vérifiabilité et en les liant à la section « Notes et références ».
Pour les articles homonymes, voir Bosch.

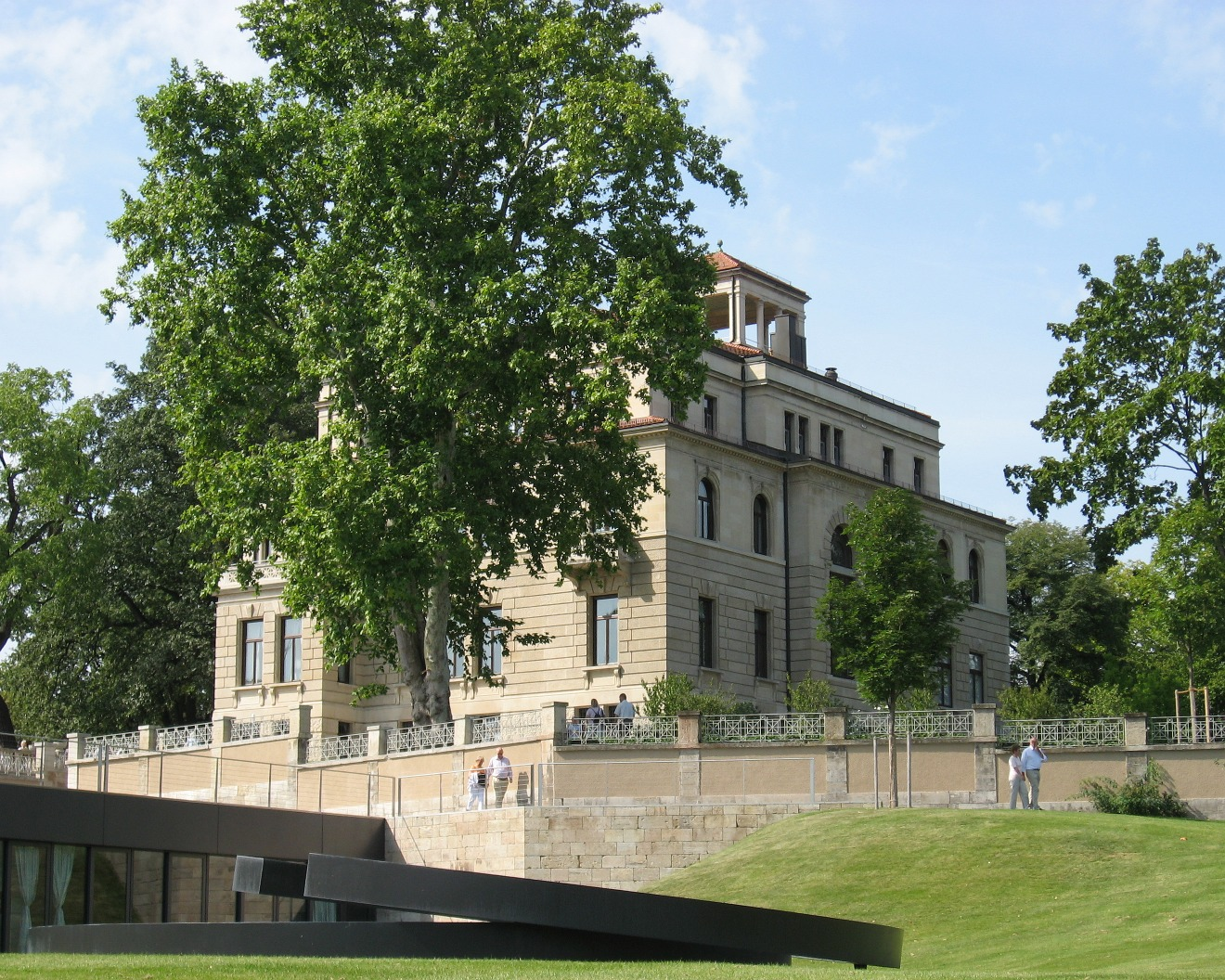
Sa villa à Stuttgart

Robert Bosch (23 septembre 1861 à Albeck, dans le royaume de Wurtemberg - 12 mars 1942 à Stuttgart) est un industriel allemand, fondateur de Robert Bosch GmbH en 1886.

## Biographie
Robert Bosch est né dans un village au nord d'Ulm. Il était le onzième d'une famille de douze enfants. Ses parents étaient des agriculteurs de la région. Son père, un franc-maçon d'une culture étendue, attachait beaucoup d'importance à l'éducation de ses enfants.
De 1869 à 1876, Robert Bosch étudia à la Realschule (lycée technique) d’Ulm, puis fit son apprentissage comme ajusteur.
Au terme de sa formation professionnelle, Robert Bosch travailla sept ans pour diverses sociétés en Allemagne, aux États-Unis (pour Thomas Edison à New York), et au Royaume-Uni (pour Siemens). Le 15 novembre 1886, il ouvrit son propre atelier de mécanique de précision et de génie électrique à Stuttgart. Un an plus tard, il réalisa une innovation décisive non brevetée pour un dispositif d'allumage par magnétos du fabricant de moteurs Deutz AG. Ce fut son premier succès en affaires. Ce dispositif permet de générer l'électricité nécessaire à l'étincelle qui enflamme le mélange air / carburant dans un des moteurs à combustion. En 1897, Robert Bosch fut le premier à adapter ce dispositif à un véhicule motorisé. Ce faisant, il a résolu l'un des plus grands problèmes techniques rencontrés au début de l'industrie automobile. La première invention commercialisable fut une bougie d'allumage en 1902 qui a permis le développement du moteur à combustion interne.
Avant la fin du XIXe siècle, Bosch étendit ses affaires au-delà des frontières de l'Allemagne. Il démarre par une représentation en France en 1894 puis il installe un bureau de vente au Royaume-Uni en 1898, et dans d'autres pays européens par la suite. En 1913, la société avait des filiales en Amérique, en Asie, en Afrique et en Australie. Elle réalisait 88 % de ses ventes en dehors de l'Allemagne. Dans les années qui suivirent la Première Guerre mondiale, Bosch a lancé d'autres innovations pour l'industrie automobile comme l'injection de carburant diesel en 1927. Dans les années 1920, la crise économique mondiale a touché la société Bosch. Celle-ci a commencé un programme rigoureux de modernité et de diversification. En seulement quelques années, il a réussi à transformer son entreprise, partant d'un petit fournisseur automobile fondé sur des métiers spécialisés à un groupe d'électronique multinationale.
Dès le début, Robert Bosch a parié sur le savoir-faire et la formation continue. Préoccupé par sa conscience d'entrepreneur et de sa responsabilité, il a été l'un des premiers industriels d'Allemagne à mettre en place la journée de huit heures. Dédaignant de s'enrichir par les fournitures de guerre lors de la Première Guerre mondiale, Robert Bosch a fait don de plusieurs millions de marks allemands à des causes charitables. L’hôpital qu'il a donné à la ville de Stuttgart a été officiellement ouvert en 1940. Bosch a été un chef d'entreprise dont les valeurs humanistes ont toujours guidé les décisions. Il avait une haute idée de la formation de ses collaborateurs et citait souvent le ministre britannique Disraeli « être conscient de son ignorance, c'est un pas vers la connaissance ». Il considérait que c'était l'homme qui faisait l'entreprise et non l'inverse.
Dans les années 1920 et 1930, Robert Bosch a également été actif politiquement. Il soutient financièrement et moralement, dès 1915, le cercle politique de la Société Allemande de 1914. Comme entrepreneur libéral, il a siégé dans un certain nombre de comités économiques. Il a consacré beaucoup d'énergie et d'argent afin de parvenir à une réconciliation entre l'Allemagne et la France. Il a exprimé l'espoir que cette réconciliation puisse parvenir à une paix durable en Europe et conduire à la création d'un espace économique européen sans barrières douanières.
Mais le régime national-socialiste en Allemagne a mis fin à ses espoirs de paix. La société a alors rapidement accepté des contrats d'armements, et même employé des travailleurs forcés pendant la Seconde Guerre mondiale ; mais simultanément, Robert Bosch soutenait la résistance au nazisme. Avec ses plus proches collaborateurs, il a sauvé des juifs et d'autres victimes des persécutions nazies de la déportation.
En 1937, Robert Bosch a transformé son entreprise Robert Bosch AG en société à responsabilité limitée Robert Bosch GmbH. Il avait également écrit dans ses dernières volontés que les actifs et les bénéfices de la société devraient être attribués à des causes utiles au bien des hommes. Ces dernières volontés ont servi de base aux statuts de la Fondation qui ont été formalisées par ses successeurs en 1964, et sont encore valables aujourd'hui.
Bosch est mort d'un abcès cérébral consécutif à une otite. Il eut quatre enfants avec deux femmes différentes.
Directives de qualité Bosch :
« J’ai constamment essayé de fournir un travail qui satisfasse à tout examen objectif, c’est-à-dire le meilleur possible. Toutes mes activités ont toujours été guidées par la devise : Il est préférable de perdre de l‘argent, plutôt que la confiance d'un client ».
Il est intronisé à l’Automative Hall of Fame en 1984.